# 플라스틱 수갑

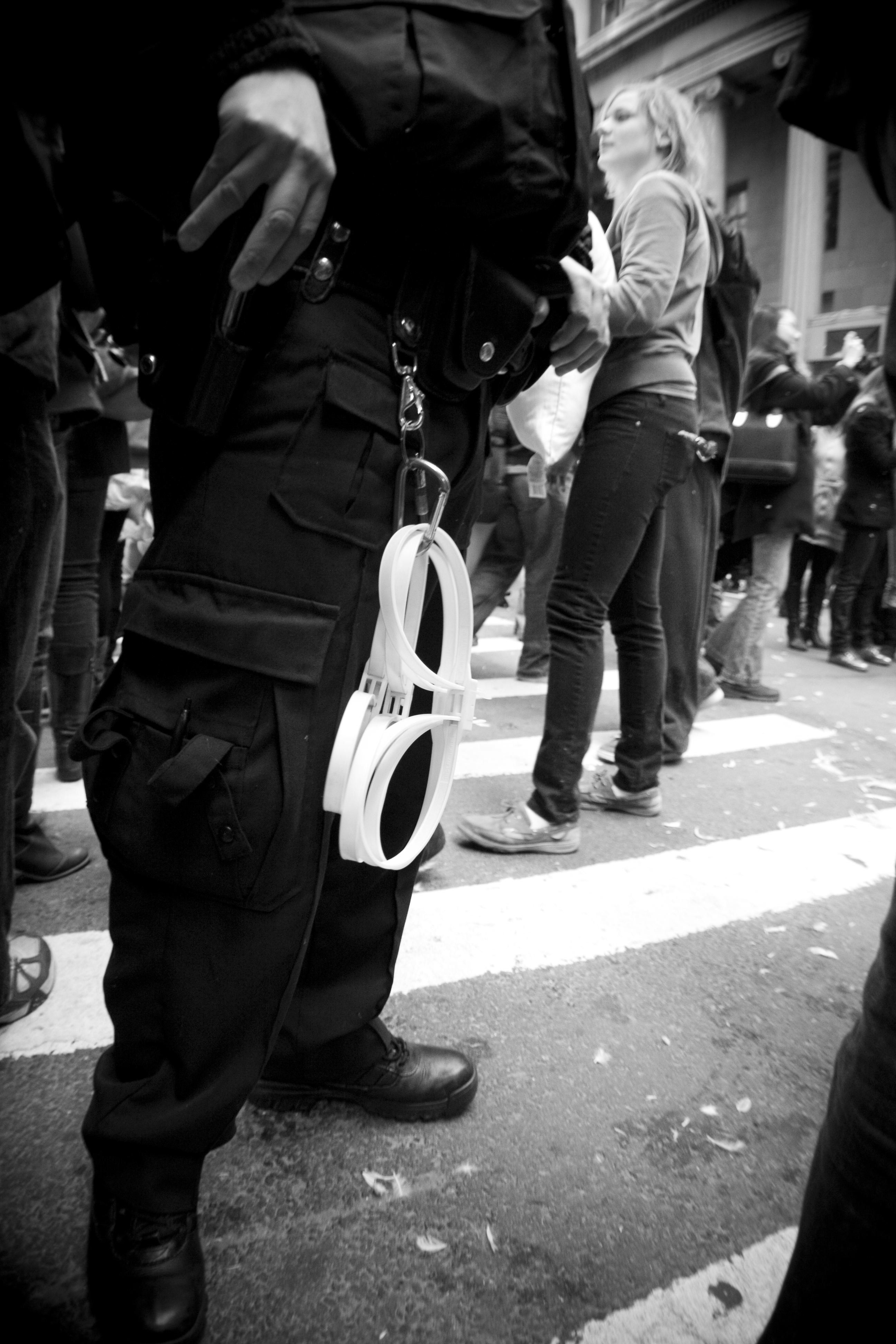
플라스틱 수갑을 곁에 차고 있는 경찰.

플라스틱 수갑(Plastic handcuffs)은 플라스틱 재질로 만들어진 수갑이다. 기능과 모양은 일반 철제 수갑과 동일하나 더 싸고 가벼우며 재사용할 수 없다. 1965년 처음 미국 경찰에게 도입되었다.

## 같이 보기
- 케이블 타이